# لیانگ چیوژونگ
لیانگ چیوژونگ (انگلیسی: Liang Qiuzhong؛ زادهٔ ۱۲ سپتامبر ۱۹۶۶) کماندار اهل چین بود. وی در بازی‌های المپیک تابستانی ۱۹۸۸ شرکت کرده‌است.